# Turgut Şahin
Turgut Doğan Şahin (* 2. Februar 1988 in Tarsus) ist ein türkischer Fußballspieler.

## Karriere

### Verein
Turgut Şahin machte sein Debüt bei Samsunspor am 9. Dezember 2006 in der 2. Liga gegen Gaziantep BB. In derselben Saison folgte ein weiterer Einsatz. Die darauffolgende Saison bestritt Şahin 17 Ligaspiele und erzielte zwei Tore. Das erste Tor seiner Karriere machte er am 17. Februar 2008 in der Partie gegen Orduspor in der 89. Minute. Das Spiel endete 1:1. In den darauffolgenden zwei Spielzeiten absolvierte Turgut Şahin 57 Ligaspiele und machte dabei 23 Tore. 
Kurz vor Ende der Sommertransferperiode 2010/11 verpflichtete ihn der Erstligist MKE Ankaragücü. Nachdem Ankaragücü in der Spielzeit 2011/12 in finanzielle Engpässe geriet und über mehrere Monate die Spielergehälter nicht zahlen konnte, wurde ein Großteil des Kaders vertragsbedingt freigestellt. So verließen in der Winterpause dieser Saison ein Großteil der Spieler den Verein. In diesem Zusammenhang wechselte auch Şahin zum südtürkischen Erstligisten Gaziantepspor. Bei diesem Klub etablierte er sich allmählich zu einem Leistungsträger. Besonders in der Saison 2013/14 steigerte er seine Leistungen und wurde für die Türkische Nationalmannschaft nominiert.
Die gute Form bei Gaziantepspor sorgte dafür, dass Şahin zu einem der begehrtesten Spieler der Sommertransferperiode 2014 wurde. So wurde er am Anfang mit Galatasaray Istanbul und Beşiktaş Istanbul in Verbindung gebracht, wechselte doch schließlich zu Trabzonspor.
Bei Trabzonspor absolvierte er im vorsaisonalen Vorbereitungscamp zwei Spiele. Während dieses Camps diskutierte er nach Vorbereitungsspiel in der Umkleidekabine mit dem Cheftrainer Vahid Halilhodžić und wurde anschließend von diesem zusammen mit sechs weiteren Mitspielern aus dem Kader suspendiert. Anschließend wurde er auf die Verkaufsliste gesetzt. Im Sommer 2014 wechselte er zum Zweitligisten Kayserispor.
Im Frühjahr 2016 kehrte er in die Türkei zurück und heuerte beim Erstligisten Gençlerbirliği Ankara an. Am Saisonende wechselte er erneut den Verein und zog zum Erstligisten Kasımpaşa Istanbul weiter. Zur Saison 2016/17 wechselte er innerhalb der Süper Lig zum Aufsteiger Yeni Malatyaspor.

### Nationalmannschaft
Şahin spielte zweimal für die türkische U-21-Auswahl.
In den Jahren 2011 bis 2012 spielte Şahin zudem fünfmal für die Zweite Auswahl der Türkischen Nationalmannschaft.
Nachdem er bei seinem Verein über mehrere Wochen zu überzeugen wusste, wurde er im Anschluss an die Saison 2013/14 im Rahmen einer 18-tägigen Länderspielreise vom Nationaltrainer Fatih Terim in den Kader der türkischen Nationalmannschaft nominiert. Im ersten Spiel dieser Länderspielreise gab Şahin im Testspiel gegen die Kosovarische Fußballauswahl sein Länderspieldebüt.

## Erfolge
Mit Gaziantepspor
- Spor-Toto-Pokalsieger: 2012

Mit Kayserispor
- Meister der TFF 1. Lig und Aufstieg in die Süper Lig: 2014/15